# بار سور أوب
بار سور أوب هي بلدة تقع في إقليم أوب، الشرق الكبير، فرنسا. يبلغ عدد سكانها حوالي 4787 نسمة.